# Марія-Євгенія від Ісуса
Свята Марія-Євгенія від Ісуса (світське ім'я — Анна-Євгенія Міллерет де Броу; 25 серпня 1817, Мец — 10 березня 1898, Париж) — католицька черниця, що заснувала релігійне згромадження Сестри Успіння у 1839 році.

## Життя
Анна-Євгенія народилвся і виросла в Шато в передмісті Пріеш, на північ від Парижу. Коли дівчині було 13 років, її батько втратив всі свої гроші і навіть свою спадщину.  Її батьки розлучилися, і вона переїхала до Парижа разом з матір'ю. Її мати клопоталася бідними міста, і Анна супроводжувала її при відвідуванні нужденних сімей. Її мати померла від холери, коли їй було 15 років. Решту свого дитинства Анна-Євгенія провела у метанні між тими, хто цікавився лише мирським, і тими, хто шукав духовного. Відділена від свого брата, який був її дитячим товаришем, вона хотіла знати більше про віру і життя, про яке встигла навчити її мати.
У 12-річному віці, Анна-Євгенія отримала Перше причастя, і це виявився для неї доленосним. Через отримання цього таїнства, вона відчула присутність Бога, той містичний момент, про який вона буде говорити решту свого життя.
Саме під час посту, коли вона була в кінці підліткових років, вона була запрошена, щоб прослухати ряд лекцій в Соборі Паризької Богоматері, які читав абат Жан Батист Анрі Лакордер, відомий проповідник і соціальний діяч того часу. Почувши ці проповіді, Анна переосмислила своє життя і стала ревною християнкою.
Незабаром після цього, вражена, вона пішла на аудієнцією до абата Теодора Комбалота, також сподвигнутого Лакордером. Під час аудієнції абат сказав Анні, що бачив її релігійність, і що він шукає когось, щоб допомогти йому заснувати релігійний орден, присвячений Марії та освіті бідних, будучи переконаним, що Анна-Євгенія була б такою засновницею. У 22-річному віці, з чотирма молодими спільницями, вона заснувала згромадження Сестер Успіння. 
Конгрегація почала існувати у невеликій квартирі на вулиці Феру в Парижі. Вони святкували свою першу месу разом як релігійне згромадження 9 листопада 1839 року. Сьогодні курія Сестер Успіння знаходиться на Rue De L'Assomption у Парижі.
Марія-Євгенія спочила у 80-річному віці 10 березня 1898 року після створення тридцяти громад в дев'яти країнах. 9 лютого 1975 року вона була зарахована до лику блаженних папою Павлом VI і 3 червня 2007 року канонізована папою Бенедиктом XVI.

## Спадщина
Сестри Успіння налічують 1300 учасниць 44 національностей, присутні в 34 країнах на 4 континентах. Вони відразу визначили своїм головним заняттям роботу з мирянами. Сьогодні це одночасно релігійна і мирська організація.